# 缙云槭
缙云槭（学名：Acer wangchii sp. tsinyunense）为槭树科槭属下的一个亚种。

## 扩展阅读
- 維基物種上的相關：缙云槭